# Grote Prijs Miguel Indurain
De Grote Prijs Miguel Indurain (Spaans Gran Premio Miguel Indurain) is een eendaagse wielerwedstrijd in de Spaanse regio Navarra, die elk jaar in april over een heuvelachtig parcours wordt verreden.
De eerste editie werd in 1951 verreden als regionale koers onder de naam Campeonato Vasco Navarro de Montaña. Vanaf 1968 werd de koers als de Gran Premio Navarra verreden, in 1989 werd Trofeo Comunidad Foral de Navarra de nieuwe naam. In 1999 is de huidige naam aangenomen. Ze is vernoemd naar Miguel Indurain, vijfvoudig winnaar van de Ronde van Frankrijk. Indurain, die zelf uit Navarra komt, won de wedstrijd zelf als jonge prof in 1987. In 2005 en 2006 was de koers een 1.1 categorie wedstrijd in de UCI Europe Tour, in 2007 werd de koers opgewaardeerd tot de 1.HC categorie, waarna het in 2013 weer een 1.1-koers werd. In 2020 werd ze opgenomen in de UCI ProSeries.

## Lijst van winnaars
* 1961 als Gran Premio Navarra verreden
** als Spaans Kampioenschap (bergwedstrijd) verreden, winnaars:
1958 ·  Bernardo Ruiz
1960 ·  Antonio Jiménez Quiles
1967 ·  Antonio Gómez del Moral
1971 ·  Miguel María Lasa
*** niet verreden vanwege de coronapandemie

### Meervoudige winnaars
| Overwinningen | Renner               | Jaren            |
| ------------- | -------------------- | ---------------- |
| 3             | Hortensio Vidaurreta | 1951, 1952, 1953 |
| 3             | Juan Fernández       | 1979, 1980, 1983 |
| 3             | Ángel Vicioso        | 2001, 2002, 2015 |
| 3             | Alejandro Valverde   | 2014, 2018, 2021 |
| 2             | José Pérez Francés   | 1961, 1963       |
| 2             | Vicente López Carril | 1972, 1977       |
| 2             | Miguel María Lasa    | 1974, 1978       |
| 2             | Pedro Delgado        | 1988, 1990       |
| 2             | Matthias Kessler     | 2003, 2004       |
| 2             | Fabian Wegmann       | 2006, 2008       |
| 2             | Jon Izagirre         | 2016, 2023       |

### Overwinningen per land
| Overwinningen | Land                                                                             |
| ------------- | -------------------------------------------------------------------------------- |
| 53            | Spanje                                                                           |
| 4             | Duitsland                                                                        |
| 3             | Frankrijk                                                                        |
| 2             | Italië                                                                           |
| 1             | België, Denemarken, Slovenië, Zwitserland, Verenigd Koninkrijk, Verenigde Staten |

2005 · 
2006 · 
2007 · 
2008 · 
2009 · 
2010 · 
2011 · 
2012 · 
2013 · 
2014 · 
2015 · 
2016 · 
2017 ·
2018 ·
2019 ·
2020 ·
2021 ·
2022 ·
2023 ·
2024 ·
2025
Belangrijkste etappewedstrijden

Internationaal Wegcriterium · Driedaagse Brugge-De Panne · Ronde van de Alpen · Vierdaagse van Duinkerke · Ronde van Beieren · Ronde van Noorwegen · Ronde van België · Ronde van Luxemburg · Ronde van Oostenrijk · Ronde van Wallonië · Ronde van Burgos · Ronde van Denemarken · Arctic Race of Norway · Ronde van Groot-Brittannië
Belangrijkste eendaagse wedstrijden

Trofeo Laigueglia · GP Lugano · GP Nobili Rubinetterie · Dwars door Vlaanderen · Scheldeprijs · Brabantse Pijl · GP Kanton Aargau · Brussels Cycling Classic · GP Fourmies · Primus Classic Impanis-Van Petegem · Ronde van de Drie Valleien · Milaan-Turijn · Ronde van Piemonte · Ronde van het Münsterland · Ronde van Emilia · Parijs-Tours · GP Bruno Beghelli